# جيرالد لويس (كرة سلة)
جيرالد لويس (بالإنجليزية: Gerald Lewis)‏ مواليد 25 مارس 1971 في نيو أورلينز، هو مدرب كرة سلة أمريكي ولاعب سابق. بدأ مسيرته الاحترافية في سنة 1993. اعتزل اللعب في 2000. لعب مع نادي زادار لكرة السلة في الدوري الكرواتي لكرة السلة الدرجة الأولى.